# Gua
Gua este o rasă extraterestră care s-a infiltrat pe Pământ în serialul științifico-fantastic de televiziune Prima invazie.
Ei au încercat să cucerească planeta în trei valuri, primul val fiind infiltrarea inițială, al doilea o invazie militară și în final al treilea val care va aduce Armaghedonul, când vor cutreiera Pământul după vieți umane și pentru a-l reconstrui pentru noii stăpâni  Gua. Acest lucru a fost prevăzut într-o carte pierdută a lui Nostradamus, care a fost, în serial, o ființă extraterestră care a lăsat indicii lui Cade Foster, eroul serialului, cu privire la modul de a învinge această invazie de care umanitatea nu era conștientă.
La început, Gua a fost o specie pașnică până când au fost invadați și înrobiți de alte specii ostile. Ei și-au învins asupritorii și de atunci s-au autodenumit "Gua", care înseamnă puterea de a învinge. Au adoptat apoi o politică de expansiune agresivă, în ciuda obiecțiilor unor membri ai propriei populații.
Adevărata lor formă nu este cunoscută. Ei și-au transferat mintea în sfere metalice care au ajuns pe planeta Pământ printr-o gaură de vierme conectată cu planeta lor de origine. Aceste minți sunt apoi transferate în clone umane. Aceste clone conțin o cantitate mică de ADN Gua care le-a dat abilități speciale, cum ar fi inteligență crescută, viteză, rezistență și capacitatea de a se regenera și de vindecare rapidă. Ei erau liberi să-și schimbe clonele ori de câte ori era necesar, deoarece Joshua a declarat că se află deja într-un al treilea corp. În timpul infiltrării, ei au efectuat o gamă largă de experimente pe oameni ca să-și înțeleagă mai bine inamicul. Se precizează în serial că au fost efectuate  1800 de experimente în timpul primului val. Ei se confruntă, de asemenea, cu o mișcare de rezistență care cuprinde un număr mic de oameni, cum ar fi  Raven Nation.
În ciuda infiltrării acestora în 40% din populația lumii în ultimii 40 de ani ei au observat că apar anumite probleme. O problemă ar fi  lipsa de experiență în adaptarea la gama de emoții și de experiențe umane. O altă problemă remarcată este dependența de sare care este ca un fel de heroină pentru Gua. Agenți Gua care sunt prinși folosind această substanță sunt executați.
Ei au fost împărțiți în trei clase: războinici acoliți, spioni osmotici și empiriști științifici.
Personaje notabile: filozoful cunoscut sub numele de Medek, conducătorul rău al consiliului Gua cunoscut ca Mabus și rebelul Joshua.

## Legături externe
- http://firstwave.tripod.com/profiles/gua.html